# Campionato azero di calcio a 5 2001-2002
Il Campionato azero di calcio a 5 2001-2002 è stata l'ottava edizione del massimo campionato di calcio a 5 dell'Azerbaigian, giocato nella stagione 2001/2002 con la formula del girone unico, e che ha visto la vittoria finale del Turan Air.

## Classifica finale
| Pos | Squadra             | Pti | G  | V  | N | P  | GF | GS |
| --- | ------------------- | --- | -- | -- | - | -- | -- | -- |
| 1   | Turan Air           | 34  | 14 | 11 | 1 | 2  | 64 | 30 |
| 2   | Tribut              | 32  | 14 | 10 | 2 | 2  | 65 | 32 |
| 3   | Vilesh              | 30  | 14 | 9  | 3 | 2  | 53 | 36 |
| 4   | Azerneftyanajag     | 22  | 14 | 7  | 1 | 6  | 40 | 39 |
| 5   | Gomrukchu           | 21  | 14 | 7  | 0 | 7  | 52 | 52 |
| 6   | AMMK Baku           | 9   | 14 | 3  | 0 | 11 | 36 | 57 |
| 7   | Globus              | 9   | 14 | 3  | 0 | 11 | 36 | 66 |
| 8   | Caucasus University | 7   | 14 | 2  | 1 | 11 | 36 | 70 |